# Viaje al pasado (telenovela)
Viaje al pasado es una telenovela colombiana de 101 capítulos realizada por FGA Televisión para el Canal Nacional en 1970. Su autor fue Fernando Soto Aparicio, fue dirigida por Luis Eduardo Gutiérrez y tuvo como protagonistas a Héctor Rivas y Rebeca López.
El éxito de esta telenovela hizo que, al igual que con Cartas a Beatriz (escrita también por Fernando Soto Aparicio un año antes), posteriormente fue editada en un libro publicado por la Editorial Bedout.

## Sinopsis
Es la historia de Guillermo Torralba quien viaja a su pueblo; enfrentándose al dolor que le producen los recuerdos de su pasado que tienen que ver con su esposa y su hijo; la angustia por encontrar el hijo que nunca quiso abandonar y afrontar el sentimiento de un amor irrealizable con Magda Ramírez, rodeado de rencillas familiares, culpas irremediables y traiciones. 
Francisco Ramírez, es el antagonista natural, un terrateniente que ha construido su fortuna sobre la desgracia de su familia y sus coterráneos, cargando su vida de odio y amargura que lo atormentan.

## Reparto
- Julio César Luna ... Guillermo Torrealba
- Judy Henríquez ... Magda Ramírez
- Héctor Rivas ... Nubio
- Rebeca López
- Humberto Arango ... Sacerdote
- Rosita Alonso
- Pedro Montoya ... Antonio Robles
- Enrique Vidal
- Camilo Medina ... Gerardo Mayorga